# 贡山假升麻
贡山假升麻（学名：Aruncus gombalanus），为蔷薇科假升麻属下的一个种。

## 扩展阅读
維基物種上的相關：贡山假升麻